# Chrysochloris stuhlmanni
Chrysochloris stuhlmanni е вид бозайник от семейство Златни къртици (Chrysochloridae).

## Разпространение
Видът е разпространен в Демократична република Конго, Камерун, Кения, Руанда, Танзания и Уганда.